# 基爾·加西
基爾·大衛·基斯（英語：Kyle David Casey，1990年11月27日—），生於美國麥德威，美國籃球運動員，司職小前鋒，現時效力NBA發展聯盟球隊曼菲斯疾行。

## 外部連結
- Harvard bio （页面存档备份，存于）
- 基爾·加西在fiba.basketball（英语）
- 基爾·加西在NBA G聯盟官網（英语）
- 基爾·加西在B.LEAGUE官網（日语）
- 基爾·加西在Basketball-Reference.com（NBA）（英语）
- 基爾·加西在Basketball-Reference.com（NBA G聯盟）（英语）
- 基爾·加西在Sports-Reference.com（NCAA）（英语）
- 基爾·加西在Eurobasket.com（球員）（英语）
- 基爾·加西在Proballers（英语）
- 基爾·加西在RealGM（英语）